# Companhia de Água de Alexandria

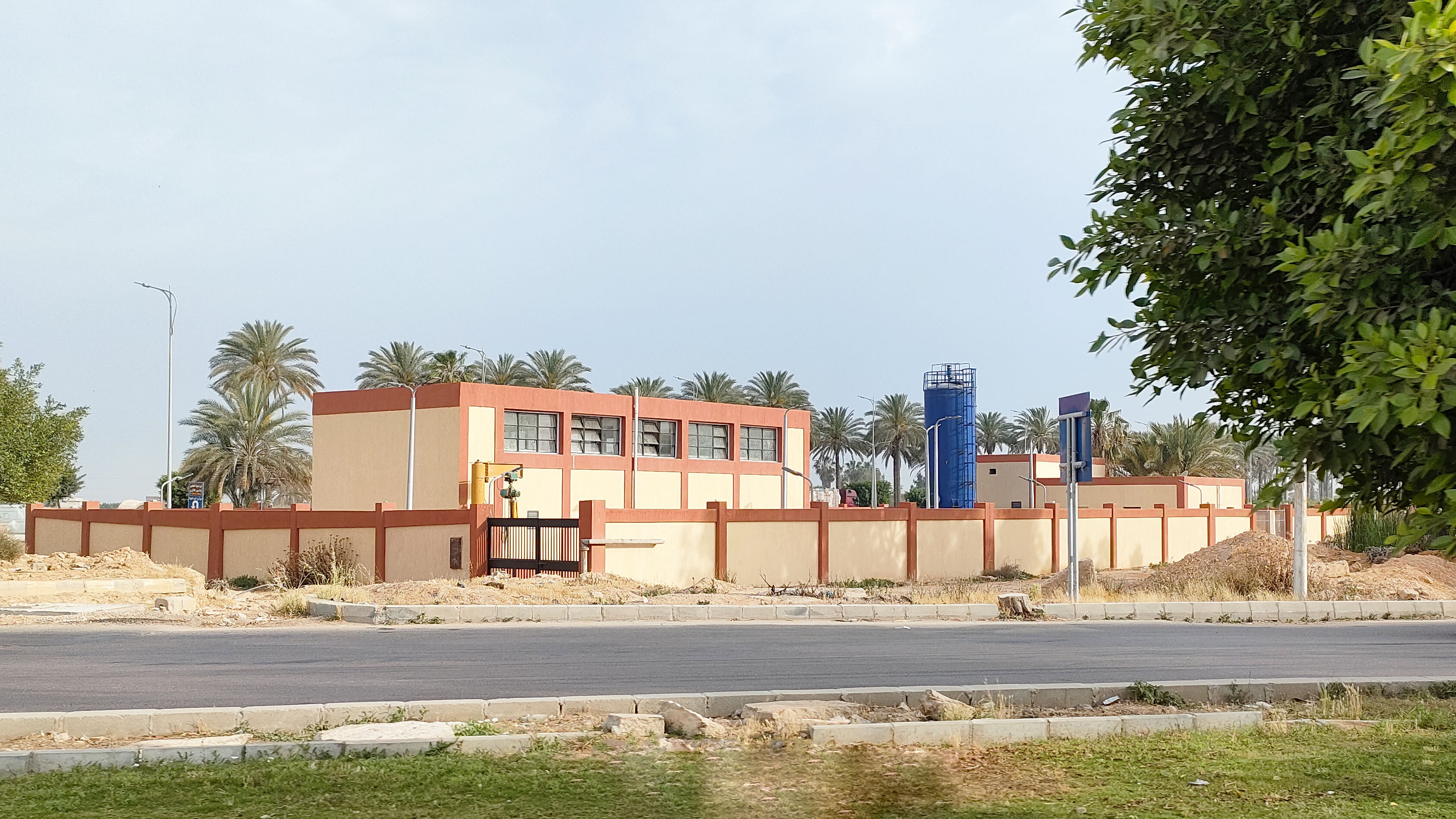
Estação de bombeamento

A Companhia de Água de Alexandria (CAA) é a companhia de água da cidade e da província de Alexandria, no Egito. Foi fundada em 1860 como uma empresa privada e operou como tal por mais de 100 anos antes de ser nacionalizada sob o governo de Gamal Abdel Nasser. Naquela época, tornou-se a Autoridade Geral da Água de Alexandria (AGAA), um departamento da Província de Alexandria responsável pelo fornecimento de água e esgoto. Em 2004, através de uma reforma do setor em todo o país, tornou-se uma empresa de orientação comercial sob o direito privado. As funções de tratamento de esgoto e águas residuais foram transferidas para uma empresa separada, a Organização Geral de Alexandria para Drenagem Sanitária (OGADS), posteriormente renomeada para Companhia de Saneamento e Drenagem de Alexandria (CSDA). A concessionária de água tornou-se uma empresa de direito privado, revertida ao seu antigo nome CAA e ganhou alguma independência operacional. Tanto a CAA quanto a CSDA fazem parte da holding estatal Water and Wastewater, que é proprietária de todas as empresas de serviços públicos no Egito. A CAA atende 4,5 milhões de habitantes, um número que aumenta para 6 milhões durante a temporada de verão. A concessionária de água de Alexandria é um dos fornecedores de serviços de água com melhor desempenho no Egito, ficou em quinto lugar entre as 22 empresas de abastecimento de água pela Autoridade Reguladora de Águas do Egito em 2012 e 2013.

## Recursos hídricos
A cidade de Alexandria recebe a sua água do rio Nilo através do Canal de Mahmoudiyah e do "Canal de Água Potável" que se ramifica a partir do Canal Mahoudiyah. Seis estações de tratamento de água extraem a água bruta desses dois canais. O Canal Noubaria traz água do Nilo para os assentamentos na parte oeste do Governorato. Mais dois plantadores de tratamento de água estão localizados no Canal Noubaria. Como Alexandria está localizada a jusante do Nilo, a qualidade da água bruta é degradada, incluindo silte, ervas daninhas e detritos. A salinidade da água também é elevada em cerca de 600 partes por milhão. A água é submetida a um tratamento extensivo, de modo a estar em conformidade com os padrões de qualidade da água potável do Egito. Cada estação de tratamento de água possui seu próprio laboratório que monitora regularmente a qualidade da água tratada. Além disso, existe um Laboratório Central que foi certificado de acordo com a norma ISO/IEC 17025: 2005. Amostras de água são coletadas semanalmente da rede de distribuição e mostraram um cumprimento de 98,4% das normas em 2010 e 2011.

## Governança corporativa e papel das mulheres
Em 2005, todos os oito membros do Conselho de Diretores da CAA, incluindo seu presidente, Nadia Abdou, eram mulheres, tornando-se uma das poucas empresas de serviços públicos no mundo árabe administradas por mulheres. O conselho de administração é composto por cinco membros que são funcionários da CAA, incluindo seu presidente, além de quatro membros externos da diretoria. Dois membros externos do conselho são nomeados pelo Governorato de Alexandria e dois pela Holding para Água e Águas Residuais que possuem CAA e para os quais o Conselho de Administração reporta. A CAA é livre para usar seu orçamento operacional da maneira que desejar. No entanto, os planos de investimento e qualquer reestruturação interna devem ser aprovados pela Holding. O aumento das tarifas residenciais é pouco frequente. Têm de ser aprovados pela holding, pela Agência Nacional de Regulação da Água (ANRA), pelo Ministério da Habitação, pelo Gabinete de Ministros, pelo Presidente da República e pela Assembleia Nacional. As tarifas industriais podem ser definidas pela empresa.

## Evolução do desempenho
Entre 2000 e 2004, a concessionária passou por um processo de capacitação que se manifestou na melhoria de diversos indicadores de desempenho. Por exemplo, o utilitário introduziu incentivos aos funcionários. Os inspetores de campo receberam cinco libras egípcias (cerca de US$ 0,80) por cada conexão ilegal que descobriram. Além disso, os leitores de medidores e colecionadores receberam um incentivo igual a até 30% de seu salário por exceder as metas mensais. Além disso, o monitoramento da qualidade da água foi melhorado e o benchmarking de desempenho interno, bem como uma ferramenta de previsão financeira foram introduzidos. A concessionária aumentou sua conformidade com os padrões egípcios de água potável de 90% para 100%; a satisfação do cliente melhorou de 60% para 82%; a água sem receita foi reduzida de 38% para 30% e a eficiência da cobrança de contas aumentou de 59% para 81%. A assistência técnica fornecida por vários doadores (USAID, GTZ e Holanda) ajudou a trazer essas melhorias. Não está claro até que ponto essas melhorias foram sustentadas ao longo do tempo. De acordo com um estudo, a eficiência da coleta diminuiu novamente para 65-70% em 2008.

## Tarifas e recuperação de custos
Em 2004, a CAA era a única concessionária de água do Egito que gerava receita suficiente para cobrir todos os custos de operação e manutenção e serviço da dívida. A relação entre receitas e custos operacionais foi de 150% naquele ano. Isto foi conseguido embora as tarifas residenciais de água no Egito estejam entre as mais baixas do Oriente Médio e Norte da África: em 2012, para os primeiros 10 m3 por mês a tarifa de água residencial era de apenas: libras egípcias 0,23/m3 (US$ 0,04); e para o segunda bloco até 30m3 foi: Libras egípcias 0,31/m3 (US$ 0,05); e para o terceiro bloco até 45m3 foi: libras egípcias 0,41 / m3 (US$ 0,06). As tarifas residenciais ilimitadas variam entre 3,50 e 6,80 libras por mês, dependendo do número de quartos do apartamento ou da casa. As tarifas medidas não residenciais variam entre 0,60 e 2,30 libras por metro cúbico. Eles são, portanto, dez vezes maiores do que o menor bloco da tarifa residencial. As categorias tarifárias mais altas aplicam-se a escolas e universidades privadas e a grandes indústrias. O consumo médio de água é de cerca de 300 litros/pessoa/dia (45m3 por mês para uma família de cinco pessoas). É, portanto, mais alto do que em outros países da região ou na Europa, o que tem um impacto favorável sobre as receitas. As tarifas de saneamento são uma sobretaxa de 35% para a conta de água. As receitas de saneamento são repassadas para a Companhia de Drenagem de Alexandria após a dedução de uma taxa de serviço. A CSDA não recupera seus custos operacionais.

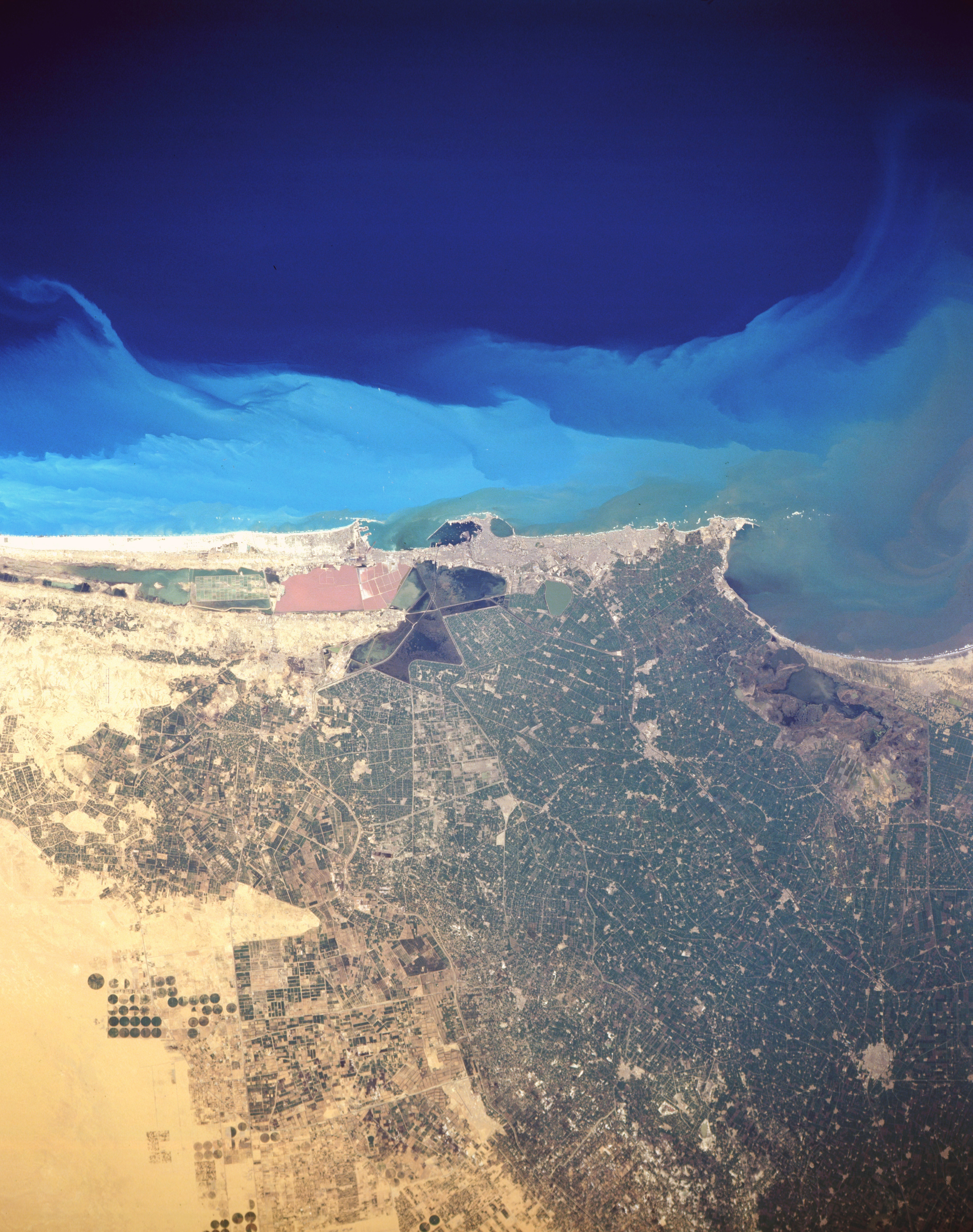
Alexandria vista do espaço

## Tratamento e descarga de águas residuais
Até a década de 1980, o esgoto doméstico e industrial de Alexandria era despejado sem tratamento no Mar Mediterrâneo, onde causava a poluição das praias e a degradação da vida aquática. Portanto, as autoridades locais decidiram tratar as águas residuais e descarregá-las no Lago Mariout, um importante local de pesca e área de recreação. A descarga de águas residuais domésticas e industriais, bem como a drenagem agrícola rica em nutrientes, causaram a degradação da qualidade da água do lago e sua biodiversidade. Dez estações de tratamento de águas residuais são operadas pela CSDA. Sua capacidade total é de 1,4 milhoesmilhões de m3 por dia. As duas plantas principais com uma capacidade combinada de cerca de 1 milhão de m3 por dia fornecem apenas tratamento primário. Apenas um terço das amostras de águas residuais estavam em conformidade com os regulamentos em 2007.

## Desafios e perspectivas
A cidade de Alexandria enfrenta vários desafios ambientais. Um é o esperado aumento a longo prazo do nível que ameaça inundar gradualmente a cidade. O Painel Intergovernamental sobre Mudanças Climáticas (IPCC) espera que o nível do mar suba até 59 cm no pior de todos os cenários considerados até 2100. Um aumento de 0,5 m no nível do mar levaria a uma estimativa de perdas de terra, instalações e turismo de mais de US$ 32,5 bilhões somente no governo de Alexandria, cortando a cidade de Alexandria do Delta. Outro desafio é uma possível diminuição no fluxo do Nilo, o que irá prejudicar particularmente Alexandria, pois é a mais a jusante do rio. Tal redução poderia ser causada pelo aquecimento global ou pelo aumento do uso de água dos países a montante. Uma opção para Alexandria responder aos últimos desafios é embarcar na dessalinização da água do mar, que é intensiva em energia e, portanto, não apenas cara, mas também contribuiria para as emissões de gases do efeito estufa. No âmbito de um projeto de investigação financiado pela UE denominado SWITCH, foi desenvolvido um plano para a Gestão Integrada da Água Urbana. Ele avaliou “como Alexandria pode atender uma grande parte de sua futura demanda de água localmente sem depender principalmente das águas do Nilo”. De acordo com o plano, a captação de água da chuva, o uso de águas pluviais, a reutilização da água e a gestão da demanda de água poderiam ajudar a alcançar esse objetivo.